# Danh sách chi của Geometridae: F
Dưới đây là danh sách các chi của họ bướm đêm Geometridae:
A B C D E F G H I J K L M N O P Q R S T U V W X Y Z
- Fagivorina
- Falcatulula
- Falculopsis
- Fascellina
- Fernaldella
- Fisera
- Flavinia
- Forbachia
- Formiana
- Foveabathra
- Franciscoia
- Fritillerinnys
- Fritzwagneria
- Fueguina
- Fulgurodes
- Fulvaria
- Furcatrox
- Furcijuxta